# Nintendo Points
Els Nintendo Points són un mitjà de pagament digital creat i usat per Nintendo. És la moneda que s'utilitza per a la compra de productes en el Canal Botiga Wii i en la Botiga Nintendo DSi. Els Punts no es poden transferir d'una consola a una altra ni es poden repartir entre diverses consoles.

## Mètodes de consecució
Existeixen diferents formes d'adquirir Nintendo Points:
- Directament des de la botiga mitjançant una targeta de crèdit MasterCard o Visa.
- Comprant en una tenda especialitzada de videojocs una Nintendo Points Card que després es validarà en línia. (És similar als Microsoft Points de Microsoft o a qualsevol targeta de prepagament).
- Des de la pàgina oficial de Nintendo, al Club Nintendo

El 8 de desembre de 2006, Nintendo Europa va confirmar que els Punts Estrella que s'aconsegueixen quan es compren jocs de Nintendo a Europa, poden ser usats per a comprar Nintendo Points. La revista N-Zone va confirmar que la conversió seria de 4 Punts Estrella per 1 Nintendo Point. Va ser anunciat el 9 de gener de 2007 en una conferència de Nintendo Europa que els Wii Points no estaran disponibles a la venda en botigues en “quantitats menors” a les actualment disponibles. (Targeta de 2000 Punts Wii)

## Preus[5]
| Regió        | 100 Punts | 500 Punts | 1000 Punts | 2000 Punts | 3000 Punts | 5000 Punts |
| ------------ | --------- | --------- | ---------- | ---------- | ---------- | ---------- |
| Estats Units | $1,00     | $5,00     | $10,00     | $20,00     | $30,00     | $50,00     |
| Canadà       | $1,20     | $6,00     | $12,00     | $24,00     | $32,00     | $60,00     |
| Unió Europea | €1,00     | €5,00     | €10,00     | €20,00     | €30,00     | €50,00     |
| Regne Unit   | £0,75     | £3,75     | £7,50      | £15,00     | £22,50     | £37,50     |
| Japó         | ¥100      | ¥500      | ¥1000      | ¥2000      | ¥3000      | ¥5000      |